# Řečice (Pelhřimov)
Řečice é uma comuna checa localizada na região de Vysočina, distrito de Pelhřimov.